# Suzy, Aisne

Suzy este o comună în departamentul Aisne din nordul Franței. În 1 ianuarie 2018 avea o populație de 332 de locuitori.